# Friðrik Þór Friðriksson
Friðrik Þór Friðriksson (Reykjavík, 12 de maio de 1954) (pron. ˈfrɪðrɪk ˈθouːr ˈfrɪðrɪxsɔn), por vezes creditado como Fridrik Thor Fridriksson, é um cineasta, ator, produtor e roteirista islandês.
Seu filme Börn náttúrunnar (1991) foi indicado ao Oscar de melhor filme estrangeiro.